# Eleição para governador da Carolina do Norte em 2008
A eleição para governador do estado americano do Carolina do Norte em 2008  foi realizada no dia 4 de novembro de 2008, coincidindo com a eleição para presidente,e o Senado, as eleições para Câmara e o Conselho de Estado.Bev Perdue foi eleita governadora.

## Primária Democrata
| Primária Democrata - 6 de maio de 2008 | Primária Democrata - 6 de maio de 2008 | Primária Democrata - 6 de maio de 2008 |
| Candidato                              | Votos                                  | Votos                                  |
| -------------------------------------- | -------------------------------------- | -------------------------------------- |
| Beverly Perdue                         | 840.342                                | 56,21%                                 |
| Richard H. Moore                       | 594.028                                | 39,73%                                 |
| Dennis Nielsen                         | 60.628                                 | 4,06%                                  |

## Primária Republicana
| Primária Republicana - 6 de maio de 2008 | Primária Republicana - 6 de maio de 2008 | Primária Republicana - 6 de maio de 2008 |
| Candidato                                | Votos                                    | Votos                                    |
| ---------------------------------------- | ---------------------------------------- | ---------------------------------------- |
| Patrick McCrory                          | 232.818                                  | 46,11%                                   |
| Fred Smith                               | 186.843                                  | 37,00%                                   |
| Bill Graham                              | 46.861                                   | 9,28%                                    |
| Robert F. Orr                            | 34.007                                   | 6,73%                                    |
| Elbie Powers                             | 4.444                                    | 0,88%                                    |

## Eleição Geral
| Partido     | Candidato      | Votos     | %      |
| ----------- | -------------- | --------- | ------ |
| Democrata   | Beverly Perdue | 2.146.083 | 50,27% |
| Republicano | Pat McCrory    | 2.001.114 | 46,88% |
| Libertaio   | Michael Munger | 121.585   | 2,85%  |